# Red Tabara
Red Tabara (francouzsky: Résistance pour un État de Droit au Burundi) je rebelská skupina v Burundi, která vznikla během nepokojů v roce 2015. Skupina se staví proti vládě Národní rady na obranu demokracie – Síly na obranu demokracie (CNDD–FDD). CNDD–FDD vznikla z povstalecké skupiny během občanské války z let 1993 až 2005. Strana chrání zájmy Hutuů, projevuje se etnickým nacionalismem a autoritářstvím. Red Tabara se vymezuje také proti prezidentům z CNDD-FDD. Cílem kritiky byl Pierre Nkurunziza, který byl prezidentem v letech 2005 až 2020, a také Évariste Ndayishimiye, který se stal prezidentem Burundi v roce 2020.
Od roku 2016 je vůdcem Red Tabara Melchiade Biremba, který deklaroval, že motivací skupiny k boji je absence právního státu a demokracie.
Řada členů do Red Tabara přešla z politické strany Hnutí za solidaritu a demokracii, kterou založil novinář a disident Alexis Sinduhije. Jak Biremba, tak také Sinduhije ale odmítají jakoukoliv vzájemnou spolupráci.

## Aktivity
Dle zprávy Skupiny expertů OSN je Red Tabara podporována Rwandou. Podezření ze zapojení Rwandy posílilo, když byla skupina rekrutů pro Red Tabara zatčena v konžské provincii Jižní Kivu. Zatčení tvrdili, že byli naverbováni ve rwandských táborech pro uprchlíky a vycvičeni osobami v uniformách rwandské armády.
Během nepokojů (respektive pokusu o převrat) v roce 2015 přešli členové Red Tabara do ozbrojeného boje proti CNDD-FDD a jejich mládežnické organizaci Imbonerakure. Podle pozorovatelů byli v roce 2016 nejlépe vyzbrojenou povstaleckou skupinou v Burundi, ale nejméně operativní. Podpora skupiny tím začala klesat a v roce 2017 řada členů přešla do jiné povstalecké skupiny Lidové síly Burundi (PFB). V srpnu 2017 byl vůdce Red Tabara Melchiade Biremba zadržen a uvězněn v Kinshase.
I přes pokles aktivit skupiny armáda Burundi několikrát v letech 2021 a 2022 vedla cílené útoky na území Konžské demokratické republiky, kde se ukrývají členové Red Tabara.
V prosinci 2023 se skupina přihlásila k útoku na vesnici Vugizo, při kterém zemřelo 20 osob. Podle skupiny byla terčem tamní jednotka vojáků, podle zpráv vlády byly ale oběťmi také děti a ženy.
V lednu 2024 Burundi uzavřelo pozemní hranici s Rwandou, kterou viní z podpory skupiny. Prezident Rwandy Paul Kagame obvinění odmítl. Hranice mezi státy byla uzavřena již v období let 2015 až 2022.